# Солгутове
Солгу́тове — село в Гайворонській громаді Голованівського району Кіровоградської області України. Дата заснування — 2 жовтня 1771 року. Населення становить 1205 осіб (2024 рік). 2 жовтня 2011 року мешканці села відзначали 240 річчя Солгутового.

## Історія
- Перші згадки про створення села датуються 1599 роком. У 1771 році збудовано храм на честь Воздвиження Хреста Господнього, який розташований у центрі села. Храм Різдва Христового є пам'ятником архітектури. Будівля відзначається пластичністю форм і лаконічним декором.
- У шістдесятих роках XIV століття населений пункт входив до складу Великого князівства Литовського. За сорок кілометрів від села Солгутового проходив Чумацький шлях по якому перевозили сіль чумаки. Більше тридцяти нападів здійснили татари на даний шлях у XV столітті на Поділлі.
- З 1569 року дана територія була під владою Речі Посполитої за умовами Люблінської унії
- З 1672 року село Солгутове було під владою Османської імперії
- З 1698 року населений пункт був під владою Речі Посполитої
- З 1774 року село Солгутове було під владою Османської імперії
- З 1794 року село Солгутове під владою Російської імперії
- 1780 ріку куплено хутір, що знаходився на солгутівських полях, який належав до Бершадського замку польського керівництва, управителем якого був Михайло Сохачевський.
- Великих втрат зазнало село в період Голодомору 1932—1933 років, збереглися документальні свідчення очевидців.
- У 1941 році німці окупували село. Активно діяв партизанський рух на Прибужжі. Під час війни загинуло понад 300 солгутівців.
- У 2004 році з ініціативи учнів нашої школи Солгутівською сільрадою встановлено пам'ятник-хрест жертвам Голодомору 1933 року.

## Населення
Згідно з переписом УРСР 1989 року чисельність наявного населення села становила 1598 осіб, з яких 735 чоловіків та 863 жінки.
За переписом населення України 2001 року в селі мешкало 1477 осіб.

### Мова
Розподіл населення за рідною мовою за даними перепису 2001 року:
| Мова       | Відсоток |
| ---------- | -------- |
| українська | 96,16 %  |
| російська  | 3,58 %   |
| вірменська | 0,07 %   |
| молдовська | 0,07 %   |
| циганська  | 0,07 %   |

## Щодо назви села
Імовірно, що поселення спочатку називали Гута. Згодом назва трансформувалась в «Солгутів». А в ХХ столітті внесено зміни до закінчення цього слова. І до сьогоднішніх днів село носить назву «Солгутове».

## Гутне виробництво
Дослідники минулого вважають, що на східній околиці села у давні часи було засновано гутне виробництво. Це підтвердила і археологічна експедиція, що проводила тут розкопки.

## Освіта і релігія
В селі Солгутове функціонують: загальноосвітня школа І-ІІІ ступенів і ДНЗ «Пролісок»
Окрасою села є православна церква XVIII століття — Храм Воздвиження Хреста Господнього.

Солгутівська загальноосвітня школа
ДНЗ «Пролісок»
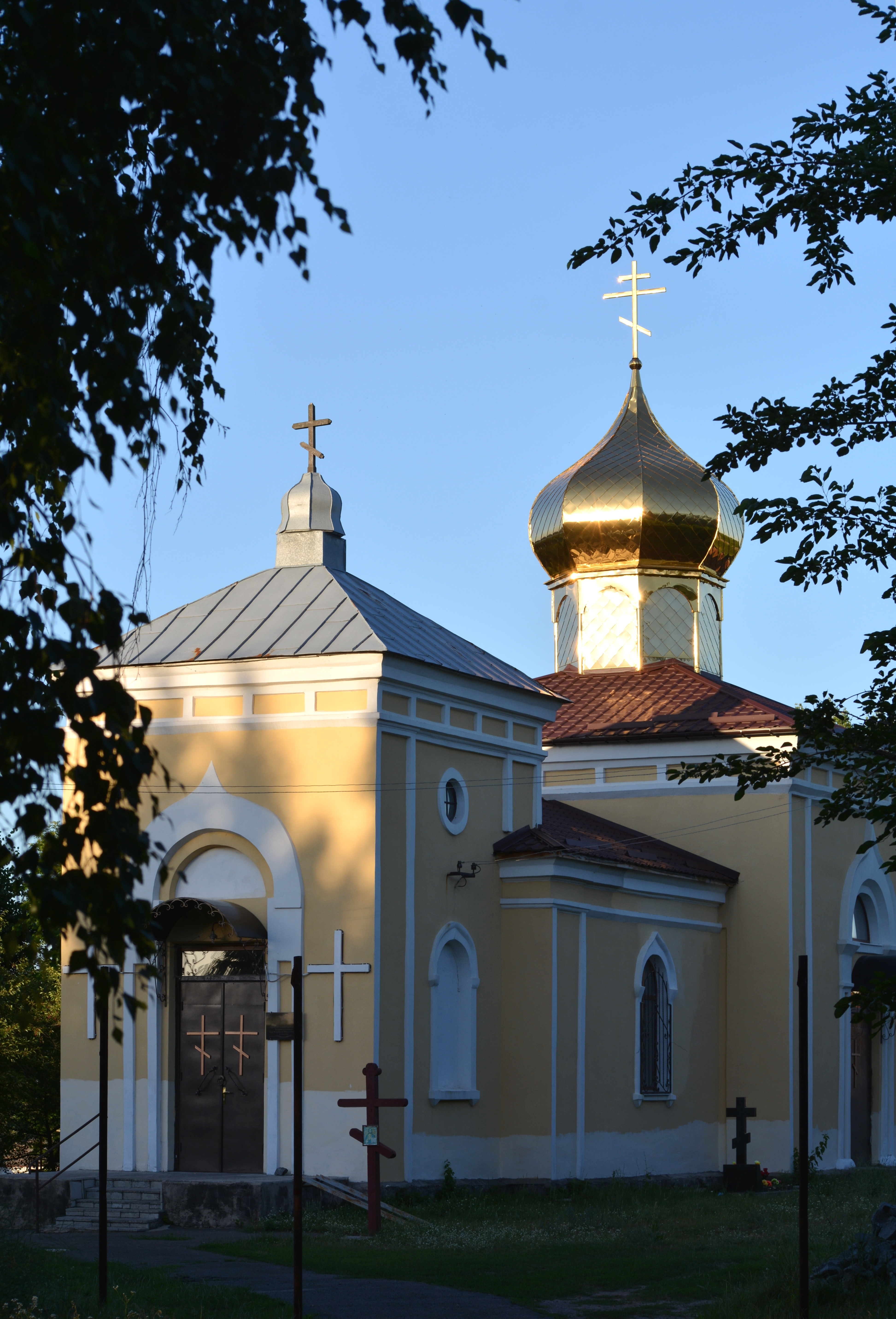
Храм Воздвиження Хреста Господнього